# 团结 (瑞士)
团结（法語：solidaritéS）是瑞士的一个社会主义政党。
该党成立于1992年。该党的总部位于日内瓦。该党是第四国际的常驻观察员。
该党的许多成员来源于已经解散的第四国际瑞士支部——社会主义工人党，党内还有一些正统马列主义者。该党与瑞士劳动党共同创建了替代左翼。